# Epidexipteryx
Az Epidexipteryx (nevének jelentése 'jelzőtoll') a kis maniraptora dinoszauruszok egyik neme, amely a pekingi Gerinces Őslénytani és Ősantropológiai Intézet gyűjteményében levő egyetlen fosszilis példány alapján ismert. A típuspéldány katalógusszáma IVPP V 15471. Az Epidexipteryx szolgál a díszítőtollra vonatkozó legkorábbi példával a fosszilis rekordban. A beszámoló szerint ez az állat egy maniraptora dinoszaurusz, amely a Kína belső mongóliai részén levő, középső vagy késő jura kori (körülbelül 152–168 millió éves) Daohugou-padokból került elő.

## Anatómia
Egy jó állapotban megőrződött részleges csontváz alapján ismert, melynek farkához négy hosszú, szárból és zászlókból álló toll lenyomata kapcsolódik. A modern faroktollaktól eltérően a zászlók nem ágaztak szét külön rostokra, hanem egyetlen szalagszerű lapot alkottak. Az Epidexipteryx maradványaival együtt a kezdetlegesebb dinoszauruszokéhoz hasonló, a testet takaró egyszerűbb, párhuzamos tollrostokból álló tollak is megőrződtek. Azonban az Epidexipteryx testén levő tollak egyediek, mivel némelyik egy „membránszerű struktúrából” emelkedik ki.

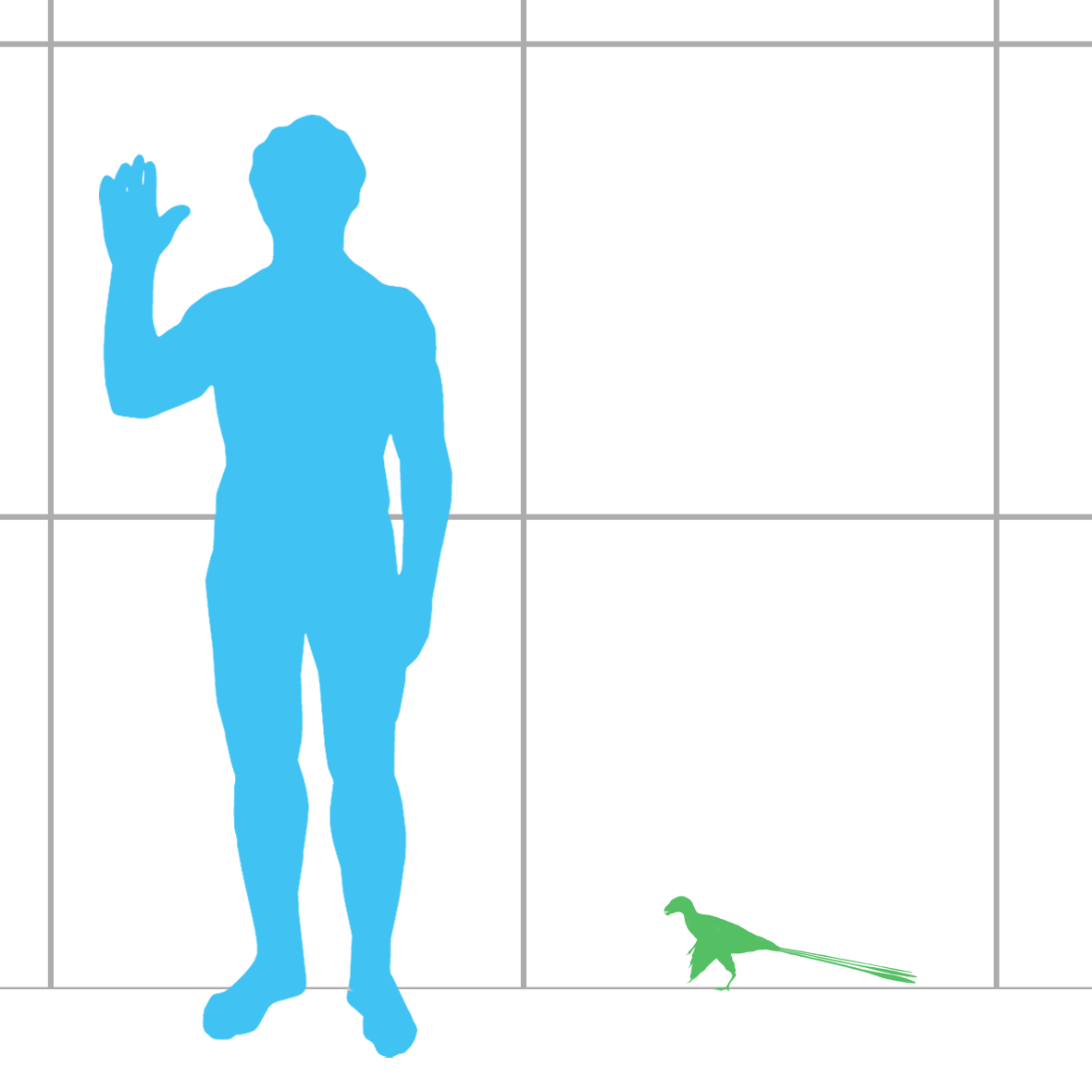
Az E. hui és az ember méretének összehasonlítása

Az Epidexipteryx hui teljes csontváza 25 centiméter hosszú, (44,5 centiméter beleértve a hiányos faroktollakat is), az állat tömegét pedig a szerzők 164 grammra becsülték, ami elmarad a legtöbb bazális avialae tömegétől.
Az Epidexipteryx koponyája számos tulajdonságában és egészében is hasonlít a Sapeornis, az oviraptorosaurusok és a kisebb therizinosauroideák koponyájára. Fogak csak az állcsontok elülső részén helyezkedtek el, közülük az elöl levők az egyéb theropodák között csak a Masiakasaurusra jellemző egyedi jellegzetességként hosszúra nőttek és előre irányultak. A csontváz további része egészében hasonlít az állat közeli rokonságába tartozó Epidendrosauruséhoz, beleértve a csípő felépítését is, ami más dinoszauruszokat tekintve szokatlan, a szeméremcsont ugyanis rövidebb az ülőcsontnál, az ülőcsont pedig a hegye felé megnyúlt. Az Epidexipteryx farka azonban nagymértékben különbözik az Epidendrosaurusétól. Az Epidendrosaurus esetében a farok hosszú, a törzs hosszának körülbelül 300%-át éri el, míg az Epidexipteryx rövid farka a törzs hosszának csak 70%-át teszi ki. Az Epidexipteryx farkának végén szokatlan csigolyák találhatók, melyek a modern madarakra és egyes oviraptorosaurusokra jellemző, tollak rögzítésére szolgáló pygostylére hasonlítanak.
Az Avialae csoport tagjaival való közeli rokonság ellenére úgy tűnik, hogy az Epidexipteryx nem rendelkezett szárnytollakkal és valószínűleg repülni sem tudott. Zhang Fucheng (Csang Fu-cseng) és kollégái kijelentették, hogy ha az Epidexipteryx repülő ősökből fejlődött ki, akkor elvesztette a szárnyait, ami azt jelezheti, hogy a farok fejlett jelzőtollainak megjelenése megelőzte a repülő vagy siklórepülő képesség kialakulását.

## Elnevezés
A faj neve, az Epidexipteryx hui ('Hu jelzőtolla') és az állat kínai neve a Hushi Yaolong ('Hu Yaoming sárkánya') Hu Yaoming paleomammológusra utal.
Egy publikációt megelőző hiba miatt az Epidexipteryx hui leírásának kézirata először egy web portálon került nyilvánosság elé 2008 szeptemberének végén. A cikk hivatalosan 2008. október 23-án jelent meg a Nature című folyóiratban.

## Fordítás
- Ez a szócikk részben vagy egészben az Epidexipteryx című angol Wikipédia-szócikk ezen változatának fordításán alapul.  Az eredeti cikk szerkesztőit annak laptörténete sorolja fel. Ez a jelzés csupán a megfogalmazás eredetét és a szerzői jogokat jelzi, nem szolgál a cikkben szereplő információk forrásmegjelöléseként.